# Cornel Pavlovici
Cornel Pavlovici (Boekarest, 2 april 1943 – 8 januari 2013) was een Roemeens voetballer.
De aanvaller speelde 7 interlands voor Roemenië en maakte ook 7 doelpunten.
Pavlovici speelde van 1963 tot 1966 voor Steaua Boekarest en daarna nog bij onder meer ASA Târgu Mureș, FC Argeș Pitești, Petrolul Ploiești en FC Progresul Boekarest.
Hij speelde 134 wedstrijden in de Liga 1 en maakte 57 doelpunten.